# 566. Volksgrenadier-Division
Die 566. Volksgrenadier-Division war ein Großkampfverband der deutschen Wehrmacht im Zweiten Weltkrieg.

## Geschichte

### Aufstellung
Die Division wurde am 26. August 1944 in der 32. Aufstellungswelle auf dem Truppenübungsplatz Wildflecken durch den Wehrkreis IX aus der Schatten-Division Rhön aufgestellt. 

### Auflösung durch Umbenennung
Noch in der Aufstellungsphase befindlich wurde die Division am 17. September 1944 in die noch nicht aufgestellte 363. Volksgrenadier-Division umbenannt.

## Gliederung
- Grenadier-Regiment 1156 (mit zwei Bataillonen), später Grenadier-Regiment 957
- Grenadier-Regiment 1157 (mit zwei Bataillonen), später Grenadier-Regiment 958
- Grenadier-Regiment 1158 (mit zwei Bataillonen), später Grenadier-Regiment 959
- Artillerie-Regiment 1566 (mit vier Abteilungen), später Artillerie-Regiment 363
- Divisions-Einheiten 1566, später Divisions-Einheiten 363